# Blue Eyes
«Blue Eyes» es una canción interpretada por el músico británico Elton John, escrita y compuesta por John y Gary Osborne. Fue lanzado en 1982 como parte del decimosexto álbum de estudio de Elton John, Jump Up! Fue lanzado como el sencillo principal del álbum en el Reino Unido y el segundo sencillo del álbum en Estados Unidos. Alcanzó el puesto número 8 en Reino Unido; en Estados Unidos pasó tres semanas en el puesto 10 de la lista Cash Box, llegó al puesto 12 en el Billboard Hot 100 y pasó dos semanas en el puesto 1 de la lista Billboard Adult Contemporary. Hasta 2012, Elton John solía interpretar la canción de manera frecuente en sus conciertos.

## Vídeo musical
El video musical de la canción fue filmado en Australia, a lo largo del paseo Bondi-Bronte en Sídney. La ubicación exacta corresponde al extremo más oriental de Marks Park, en Tamarama, donde una torre baja de arenisca se alza sobre los acantilados con vistas al mar de Tasmania. En el centro de esta estructura se ubicó un piano de cola blanco, que se convierte en el elemento visual central del video. Tanto la canción como el videoclip están dedicados a Elizabeth Taylor.

## Personal
- Elton John – voz, piano acústico
- James Newton Howard – Fender Rhodes, sintetizadores, arreglos de cuerdas y director
- Dee Murray – bajo
- Jeff Porcaro – batería, posiblemente pandereta
- Orquesta Mountain Fjord – cuerdas
- Gavyn Wright – concertino

## Premios y reconocimientos
Premios Grammy
| Año  | Obra nominada | Categoría                         | Resultado |
| ---- | ------------- | --------------------------------- | --------- |
| 1983 | "Blue Eyes"   | Best Pop Vocal Performance – Male |           |

## Rendimiento en listas
| Listado (1982)                        | Posición más alta |
| ------------------------------------- | ----------------- |
| Australia (Kent Music Report)         | 4                 |
| Belgium (Ultratop)                    | 8                 |
| Canada Top Singles (RPM)              | 5                 |
| Canada Adult Contemporary (RPM)       | 1                 |
| Finland (Suomen virallinen lista)     | 16                |
| Irlanda (IRMA)                        | 8                 |
| Netherlands (Dutch Top 40)            | 10                |
| Netherlands (Single Top 100)          | 19                |
| New Zealand (Recorded Music NZ)       | 11                |
| South Africa (Springbok Radio)        | 7                 |
| Switzerland (Schweizer Hitparade)     | 9                 |
| UK Singles (OCC)                      | 8                 |
| Estados Unidos (Billboard Hot 100)    | 12                |
| Estados Unidos (Adult Contemporary)   | 1                 |
| US Cash Box Top 100                   | 10                |
| West Germany (Official German Charts) | 51                |

| Listado (1982)                | Posición |
| ----------------------------- | -------- |
| Australia (Kent Music Report) | 54       |
| Canada Top Singles (RPM)      | 49       |
| Netherlands (Dutch Top 40)    | 80       |
| US Billboard Hot 100          | 62       |
| US Cash Box Top 100           | 59       |